# Batalla de Puchen
La batalla de Puchen (en húngaro: pucheni csata) fue el conflicto en el cual los húngaros vencieron a Enrique I el Pajarero, rey de Francia Oriental, en 919 y le obligaron a pagar tributo, hasta que este rehusase hacerlo en 932.

## La batalla
Enrique I había sido elegido rey germánico precisamente en 919. Su reciente coronación y una estrategia bien planificada de parte de los húngaros desembocaron en la derrota de Enrique, quien ya tenía dificultades para contener estas invasiones de los magiares. Los húngaros se movilizaron hacia Sajonia, y cerca de Puchen se enfrentaron a Enrique I. Luego de derrotarlo, se dirigieron hacia la región de Lotaringia a través del río Rajna, la cual saquearon y devastaron. Según Flodoardus Reims, un autor medieval, en esta misma época también se hallaba un ejército húngaro en la región de Italia.